# بخش جفرسون (شهرستان فایت، اوهایو)
بخش جفرسون (به انگلیسی: Jefferson Township) یک منطقهٔ مسکونی در ایالات متحده آمریکا است که در شهرستان فیت، اوهایو واقع شده‌است.
 بخش جفرسون ۱۵۸٫۲ کیلومتر مربع مساحت و ۲٬۶۳۶ نفر جمعیت دارد و ۳۲۰ متر بالاتر از سطح دریا واقع شده‌است.